# Aspilota procreata
Aspilota procreata är en stekelart som beskrevs av Fischer 1976. Aspilota procreata ingår i släktet Aspilota och familjen bracksteklar. Inga underarter finns listade.